# Буддийская декламация
Буддийская декламация — формы музыкального стиха или заклинания, в некоторых отношениях аналогичные индуистским, христианским и иудейским религиозным декламациям. Они существуют почти во всем буддийском мире, начиная от храмов в Таиланде до тибетских буддийских храмов в Индии и Тибете. Почти все буддийские школы имеют собственные традиции декламации.

## Традиционные песнопения
В буддизме декламация является традиционным средством подготовки ума к медитации, особенно в рамках формальной практики (как у мирян, так и у монахов). Некоторые формы буддизма также используют пение в ритуальных целях.
Основой для большинства декламаций Тхеравады служит Палийский канон. Декламации Махаяны и Ваджраяны берут начало из более широкого круга источников.

### Декламации Тхеравады

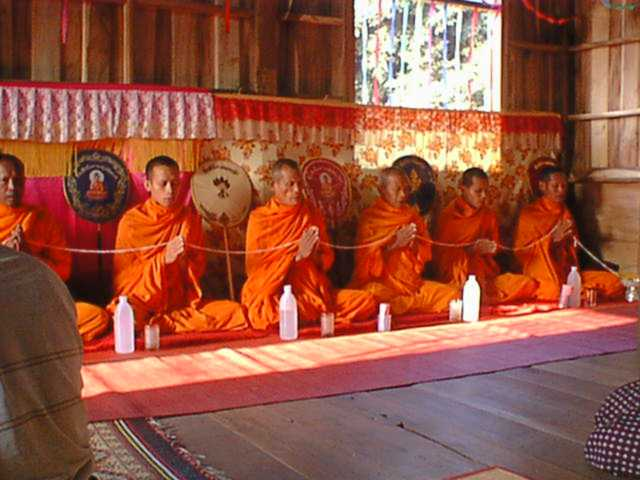
Буддийские монахи декламируют

В традиции тхеравада обычно декламируют тексты на пали, иногда перемежая их с местными переводами. Самыми популярными текстами для декламаций в традиции являются:
- Буддабхивадана (предварительные почитания Будды)[2]
- Триратна (Три Прибежища)[2]
- Панча Шила (Пять священных Заповедей)[2]
- Будда Вандана (приветствие Будде)[2]
- Дхамма Вандана (приветствие учения Будды)[2]
- Сангха Вандана (приветствие общины благородных учеников Будды)[2]
- Уппаджаттхана[англ.] (Пять памятований)[3]
- Метта Сутта (сутта о любящей доброте)[4]
- Памятование о теле (декламация 32 частей тела).

Традиционное пение в кхмерском буддизме называется смот.

### Декламация сутр в буддизме Махаяны

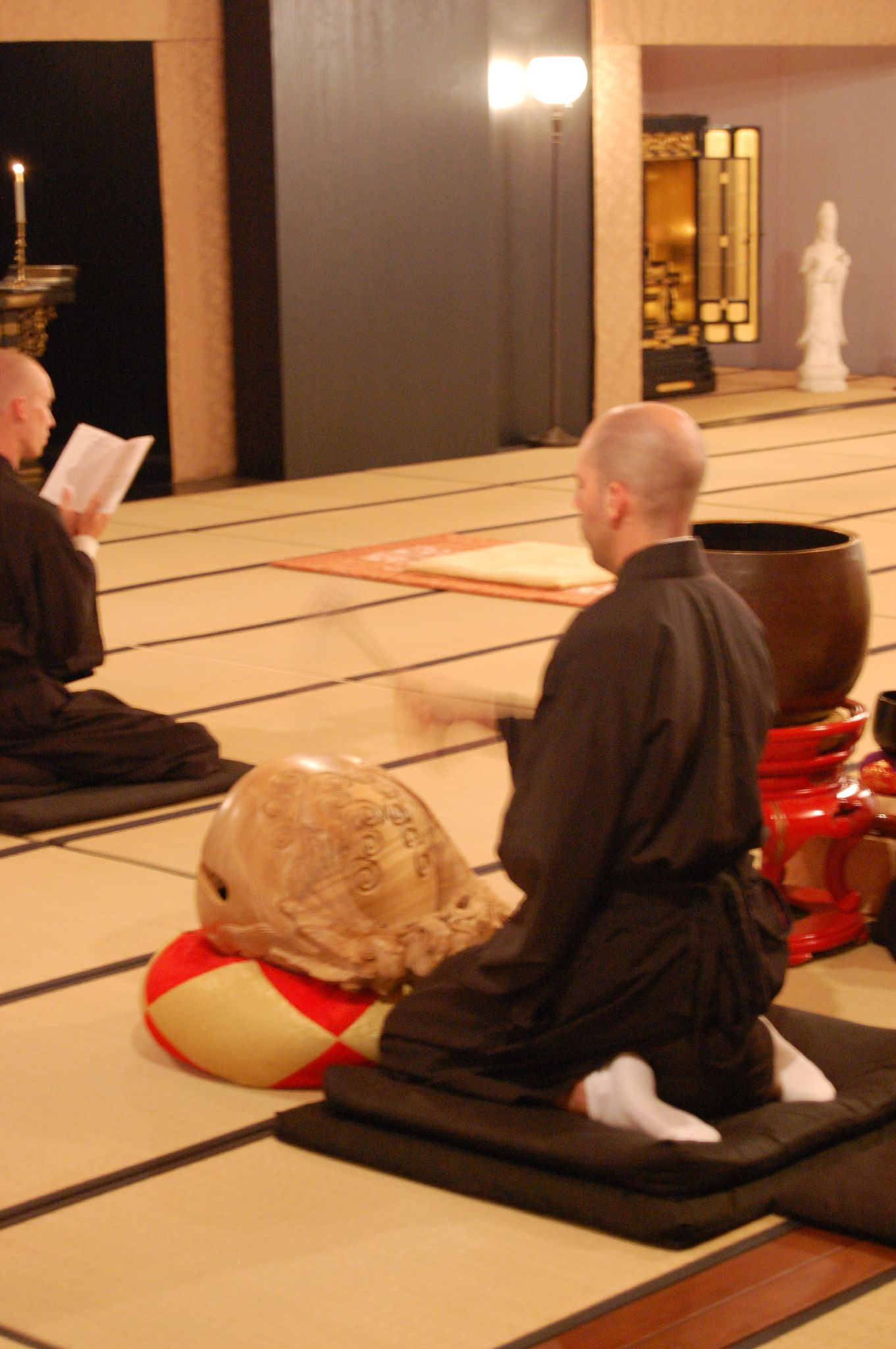
Декламация в зале сутр

Поскольку японский буддизм делится на тринадцать доктринальных школ, а чань-буддизм, дзэн и вьетнамский буддизм, хотя и имеют общее историческое происхождение и общее доктринальное содержание, но географически разделены, существует несколько различных форм переложения текстов, декламируемых в буддизме Махаяны:
- Ежедневная практика в школе Нитирэн — повторение пяти иероглифов мантры Наму-Мё-Хо-Рэн-Гэ-Кё (Слава Сутре Лотоса Высшего Закона). В переводе Кумарадживы, который весьма почитается, эта сутра называется Сутрой лотоса чудесного закона (Мё-Ренге-Кё). Практикующие Нитирэн декламируют Мё-Ренге-Лё — истинную суть всех явлений и зачитывают некоторые главы из Лотосовой сутры, в частности вторую и шестнадцатую.
- Последователи буддизма Чистой земли поют мантру нэмбуцу, Намо Амида Буцу или Намо Амитуофоo (поклонение Будде Амитабхе). Во время официальных служб практикующие также повторяют отрывки из Большой Сукхавативьюха Cутры или Малую Сукхавативьюха Сутру целиком (эта сутра не уникальна для буддизма Чистой Земли, её также декламируют последователи Чань- и Тэндай-буддизма во время вечерних церемоний).
- Последователи школ дзэн, сингон или других течений махаяны повторяют Сутру сердца, в частности, во время утренних ритуалов. В более формальных случаях декламируют большие сутры Будды (например, Алмазную сутру в дзэнских храмах и Сутру лотоса в храмах Тэндай).
- Особенностью китайской, вьетнамской и японской традиций  являются обряды покаяния, связанные с выражением глубокого почтения буддам и бодхисаттвам, а также иногда практикуются ритуалы спасения и кормления голодных духов. Эти практики в разных странах выполняются по-разному. В традиции Чань этот ритуал выполняется обычно утром и связан с декламацией санскритской формулы, известной как dhāraṇīs.

### Декламации Ваджраяны
В традиции Ваджраяны декламация используется в качестве призывающего ритуала, чтобы установить ум на божестве, а также в тантрических церемониях и при создании мандал.
Практикующие Ваджраяну повторяют мантру Авалокитешвары — Ом мани падме хум. Также популярны мантры Тары, Бхайаджьягуру и Амитабхи.
Тибетские монахи известны своим мастерством в горловом пении. Это специфическая форма пения, при которой изменением формы резонирующих полостей рта достигается исполнение одновременно нескольких тонов. В японской эзотерической практике существует форма пения сёмё.

## Критика декламации нараспев

### Гитассара сутта
В Гитассара сутте Будда учит:
Монахи, есть пять опасностей чтения Дхаммы нараспев. Какие пять?
Привязываешься к звуку сам, другие привязываются к звуку, хозяев жилья это раздражает, мол, «Подобно тому как мы поём, эти сыны Шакьев поют», концентрация тех, кто не любит звук, разрушается, и последующие поколения будут копировать это.
Таковы, монахи, пять опасностей чтения Дхаммы нараспев.

### Защита декламации нараспев
Джон Дайдо Лури оправдывает пение сутр, ссылаясь на Догэна, учителя Дзен. Догэн известен своим опровержением заявления, будто «нарисованные рисовые лепёшки не удовлетворят голод». Это заявление означает, что сутры, будучи просто символами, как нарисованные рисовые лепёшки, не могут полностью удовлетворить духовный голод. Догэн, однако, заметил, что между метафорой и реальностью нет различия. «Нет никакой разницы между картинками, рисовыми лепёшками или вообще чем-либо». Согласно его концепции символ и символизируемое по своей сути одинаковы, и, таким образом, только сутры могут по-настоящему удовлетворить духовные потребности.

## Неканоническая практика буддийской декламации
В многочисленных школах Нью Эйдж, которые относят себя к буддизму, также практикуют декламацию, в одних случаях с пониманием слов, в других просто на основе повторения. Большинство этих школ, как правило, являются синкретическими и включают наряду с буддийскими элементами индуистские джапа и другие подобные традиции.